# Nati nel 1755
| Questa pagina contiene informazioni ricavate automaticamente dalle voci biografiche con l'ausilio del template Bio e di un bot. L'aggiornamento è periodico e automatico e ricostruisce completamente la pagina. Se manca una persona in questa lista, sei pregato di non aggiungerla, ma accertati piuttosto che la sua voce biografica contenga il template Bio e che i dati anagrafici siano correttamente compilati. Se il template Bio manca, inseriscilo tu stesso o, in alternativa, metti l'avviso {{tmp\|Bio}} che ne segnala la mancanza. Se i dati riportati sono sbagliati, correggi direttamente la voce biografica; le modifiche saranno visibili in questa lista entro pochi giorni. Per chiarimenti vedi il progetto biografie. La lista contiene solo le 197 persone che sono citate nell'enciclopedia e per le quali è stato implementato correttamente il template Bio. Pagina aggiornata al 2 ago 2025. |

## Gennaio(13)
- 1º gennaio - Giovanni Francesco Lucchini, architetto italiano († 1826)
- 4 gennaio - Louis Ramond de Carbonnières, politico, geologo e botanico francese († 1827)
- 7 gennaio - Stephen Groombridge, astronomo britannico († 1832)
- 13 gennaio - Domenico Mombelli, tenore, compositore e impresario teatrale italiano († 1835)
- 16 gennaio - Maria Theresia Ahlefeldt, scrittrice, pianista e compositrice tedesca († 1810)
- 17 gennaio - Michael von Kienmayer, generale austriaco († 1828)
- 17 gennaio - Pietro I di Oldenburg, sovrano tedesco († 1829)
- 23 gennaio - Giovanni Battista Bussi, cardinale e arcivescovo cattolico italiano († 1844)
- 25 gennaio - Paolo Mascagni, anatomista e illustratore italiano († 1815)
- 27 gennaio - Francesco Nava, nobile e politico italiano († 1807)
- 28 gennaio - Giovanni Fantoni, poeta italiano († 1807)
- 28 gennaio - Samuel Thomas von Sömmerring, medico, anatomista e antropologo tedesco († 1830)
- 29 gennaio - Nicolaus Fuss, matematico svizzero († 1826)

## Febbraio(18)
- 2 febbraio - Uriah Tracy, avvocato e politico statunitense († 1807)
- 8 febbraio - Raffaele Longobardi, vescovo cattolico italiano († 1822)
- 10 febbraio - Ottaviano Targioni Tozzetti, medico e botanico italiano († 1829)
- 11 febbraio - Albert Christoph Dies, pittore, compositore e biografo tedesco († 1822)
- 11 febbraio - Nicolas-Antoine Taunay, pittore francese († 1830)
- 14 febbraio - Henry Phipps, I conte di Mulgrave, militare e politico britannico († 1831)
- 14 febbraio - Carlo Luigi di Baden, principe († 1801)
- 15 febbraio - Jean-Nicolas Corvisart des Marets, medico francese († 1821)
- 15 febbraio - Ferdinand Hermann Maria von Lüninck, vescovo cattolico tedesco († 1825)
- 16 febbraio - Friedrich Wilhelm von Bülow, generale prussiano († 1816)
- 16 febbraio - Ignazio Falconieri, presbitero italiano († 1799)
- 17 febbraio - Charles Manners-Sutton, arcivescovo anglicano britannico († 1828)
- 18 febbraio - James Hamilton, VII duca di Hamilton, nobile scozzese († 1769)
- 20 febbraio - Stephen Rochefontaine, militare statunitense († 1814)
- 21 febbraio - François Bonneville, pittore, designer e incisore francese († 1844)
- 22 febbraio - Henry Neville, II conte di Abergavenny, nobile inglese († 1843)
- 26 febbraio - Pietro Pallotta, liutaio italiano († 1830)
- 27 febbraio - Fortunata Sulgher, poetessa italiana († 1824)

## Marzo(9)
- 1º marzo - Luigi Mayer, disegnatore e pittore italiano († 1803)
- 5 marzo - George Ponsonby, avvocato e politico britannico († 1817)
- 6 marzo - Jean-Pierre Claris de Florian, drammaturgo, romanziere e poeta francese († 1794)
- 10 marzo - Pierre Garnier de Laboissière, generale e politico francese († 1809)
- 10 marzo - Annibale Sommariva, militare austriaco († 1829)
- 11 marzo - Caterina Cavalieri, soprano austriaco († 1801)
- 14 marzo - Ignazio Alessandro Cozio, nobile italiano († 1840)
- 20 marzo - Franz Seraph von Porcia, nobile e politico austriaco († 1827)
- 24 marzo - Rufus King, diplomatico e politico statunitense († 1827)

## Aprile(15)
- 1º aprile - Anthelme Brillat-Savarin, politico e gastronomo francese († 1826)
- 2 aprile - Emmanuel-Étienne Du Villard de Durand, economista svizzero († 1832)
- 3 aprile - Nicola Fiorentino, scienziato, scrittore e patriota italiano († 1799)
- 4 aprile - Alessandro Maria Pagani, vescovo cattolico italiano († 1835)
- 7 aprile - Marie-Joseph Donatien de Vimeur de Rochambeau, generale francese († 1813)
- 10 aprile - Samuel Hahnemann, medico tedesco († 1843)
- 11 aprile - Luigi Antonio Arrighi de Casanova, vescovo cattolico francese († 1809)
- 11 aprile - James Parkinson, medico, paleontologo e geologo britannico († 1824)
- 13 aprile - Honoré-Joseph-Antoine Ganteaume, ammiraglio francese († 1818)
- 14 aprile - Simon Denis, pittore fiammingo († 1794)
- 16 aprile - Johann Gottfried Quistorp, architetto e pittore tedesco († 1835)
- 16 aprile - Élisabeth Vigée Le Brun, pittrice francese († 1842)
- 19 aprile - Gesualdo Fuina, ceramista italiano († 1822)
- 27 aprile - Marc-Antoine Parseval, matematico francese († 1836)
- 30 aprile - Philipp Friedrich Theodor Meckel, anatomista e chirurgo tedesco († 1803)

## Maggio(7)
- 10 maggio - Robert Gray, navigatore e esploratore statunitense († 1806)
- 11 maggio - Jean-Pierre-André Amar, politico francese († 1816)
- 12 maggio - Giovanni Battista Viotti, compositore e violinista italiano († 1824)
- 16 maggio - Johann Georg Schütz, pittore, incisore e disegnatore tedesco († 1813)
- 22 maggio - Gaetano Andreozzi, compositore italiano († 1826)
- 23 maggio - Jane Fleming, nobildonna inglese († 1824)
- 30 maggio - Jean-François Collin d'Harleville, commediografo francese († 1806)

## Giugno(9)
- 6 giugno - Nathan Hale, militare statunitense († 1776)
- 10 giugno - Antonio Lorenzoni, avvocato, giurista e teorico della musica italiano († 1840)
- 11 giugno - Jean Louis Marie Poiret, botanico e esploratore francese († 1834)
- 15 giugno - Antoine-François de Fourcroy, chimico e medico francese († 1809)
- 24 giugno - Anacharsis Cloots, nobile e rivoluzionario prussiano († 1794)
- 25 giugno - Guglielmina d'Assia-Darmstadt, principessa († 1776)
- 28 giugno - Marco Alessandri, politico italiano († 1830)
- 30 giugno - Paul Barras, politico, generale e rivoluzionario francese († 1829)
- 30 giugno - John Murray, IV duca di Atholl, nobile scozzese († 1830)

## Luglio(9)
- 1º luglio - Christian Friedrich von Glück, giurista tedesco († 1831)
- 3 luglio - Ombline Gonneau-Montbrun, francese († 1846)
- 5 luglio - Sarah Siddons, attrice teatrale britannica († 1831)
- 6 luglio - John Flaxman, scultore e disegnatore britannico († 1826)
- 9 luglio - Frances Wyndham, nobildonna inglese († 1795)
- 16 luglio - Johann Ernst Fabri, geografo, statistico e storico tedesco († 1825)
- 17 luglio - Johann Christoph Wendland, botanico tedesco († 1838)
- 27 luglio - Gabriel de Hédouville, generale e diplomatico francese († 1825)
- 29 luglio - Nicolas de La Motte, avventuriero e truffatore francese († 1831)

## Agosto(10)
- 1º agosto - Giuseppe Antonio Capuzzi, compositore e violinista italiano († 1818)
- 2 agosto - Jan Henryk Dąbrowski, generale polacco († 1818)
- 4 agosto - Nicolas-Jacques Conté, pittore, fisico e chimico francese († 1805)
- 10 agosto - Karl Dominik von Reding, politico svizzero († 1815)
- 11 agosto - Giovanni Francesco Marazzani Visconti, cardinale italiano († 1829)
- 15 agosto - Vincenzo Lupo, patriota italiano († 1799)
- 17 agosto - Antoine Louis Marie de Gramont, ufficiale e politico francese († 1836)
- 23 agosto - Louis Marie Narbonne Lara, generale e diplomatico francese († 1813)
- 28 agosto - Cesare Brancadoro, cardinale e arcivescovo cattolico italiano († 1837)
- 31 agosto - Amédée Willot, politico e generale francese († 1823)

## Settembre(20)
- 2 settembre - Michel Ordener, generale francese († 1811)
- 4 settembre - Paolo De Filippi, pittore italiano († 1830)
- 4 settembre - Hans Axel von Fersen, diplomatico e militare svedese († 1810)
- 5 settembre - Giuseppe Luosi, politico e giurista italiano († 1830)
- 7 settembre - Bernardino Poggi, fantino italiano († 1810)
- 8 settembre - James Graham, III duca di Montrose, politico scozzese († 1836)
- 8 settembre - Petrus Johannes van Regemorter, pittore fiammingo († 1830)
- 10 settembre - Bertrand Barère, politico e rivoluzionario francese († 1841)
- 11 settembre - Beverley Randolph, politico statunitense († 1797)
- 14 settembre - William Bradford, politico statunitense († 1795)
- 15 settembre - Joseph Cornudet des Chaumettes, politico e magistrato francese († 1834)
- 15 settembre - Camillo Genovese, poeta e storico italiano († 1797)
- 17 settembre - William Cathcart, I conte Cathcart, generale e diplomatico britannico († 1843)
- 17 settembre - Pierre-Antoine-Augustin de Piis, drammaturgo francese († 1832)
- 22 settembre - Christian Kalkbrenner, compositore e musicologo tedesco († 1806)
- 24 settembre - María del Rosario Fernández, attrice teatrale spagnola († 1803)
- 24 settembre - Robert Lefèvre, pittore francese († 1830)
- 24 settembre - John Marshall, politico e avvocato statunitense († 1835)
- 26 settembre - Hans Henric von Essen, generale e politico svedese († 1824)
- 27 settembre - Pierre Marie de Grave, politico, generale e nobile francese († 1823)

## Ottobre(14)
- 3 ottobre - George Legge, III conte di Dartmouth, politico inglese († 1810)
- 9 ottobre - Charles-Louis Bernier, architetto e disegnatore francese († 1830)
- 11 ottobre - Fausto Delhuyar, chimico e mineralogista spagnolo († 1833)
- 14 ottobre - Giuseppe Cassella, astronomo e matematico italiano († 1808)
- 15 ottobre - Giustina Renier Michiel, scrittrice italiana († 1832)
- 17 ottobre - Enevold de Falsen, giurista, poeta e attore teatrale norvegese († 1808)
- 21 ottobre - Caleb Hillier Parry, medico inglese († 1822)
- 22 ottobre - Bernard Molitor, ebanista francese († 1833)
- 25 ottobre - Ramón José de Arce, patriarca cattolico spagnolo († 1844)
- 25 ottobre - François Joseph Lefebvre, generale francese († 1820)
- 26 ottobre - Francesco Serlupi Crescenzi, cardinale italiano († 1828)
- 28 ottobre - Jacques-Julien Houtou de La Billardière, botanico francese († 1834)
- 28 ottobre - Antoine Chrysostome Quatremère de Quincy, teorico dell'architettura, politico e filosofo francese († 1849)
- 31 ottobre - Giovanni Ferri de Saint-Constant, saggista italiano († 1830)

## Novembre(22)
- 2 novembre - Maria Antonietta d'Asburgo-Lorena († 1793)
- 5 novembre - Carlotta d'Assia-Darmstadt, duchessa († 1785)
- 5 novembre - Otto Heinrich von Gemmingen-Hornberg, nobile, diplomatico e scrittore tedesco († 1836)
- 6 novembre - Stanisław Staszic, presbitero, filosofo e scrittore polacco († 1826)
- 8 novembre - Edmond de Favières, drammaturgo, librettista e politico francese († 1837)
- 8 novembre - Dorothea Viehmann, cantastorie tedesca († 1816)
- 10 novembre - Franz Anton Ries, violinista tedesco († 1846)
- 10 novembre - Philip Stanhope, V conte di Chesterfield, nobile, politico e diplomatico inglese († 1815)
- 11 novembre - Giuseppe Rospigliosi, V principe Rospigliosi, nobile e politico italiano († 1833)
- 12 novembre - Sabine Hitzelberger, cantante lirica tedesca († 1815)
- 12 novembre - Gerhard von Scharnhorst, generale prussiano († 1813)
- 13 novembre - Joseph-Dominique Louis, politico e diplomatico francese († 1837)
- 15 novembre - Johann Heinrich Justus Köppen, filologo tedesco († 1791)
- 16 novembre - Fabrizio Turriozzi, cardinale italiano († 1826)
- 17 novembre - Luigi XVIII di Francia, re († 1824)
- 20 novembre - Stanisław Kostka Potocki, scrittore, archeologo e pubblicista polacco († 1821)
- 20 novembre - Disma Ugolini, compositore italiano († 1828)
- 21 novembre - Mateo Albéniz, compositore e organista spagnolo († 1831)
- 24 novembre - Juan de Salinas y Zenitagoya, militare e politico ecuadoriano († 1812)
- 27 novembre - Agostino Albergotti, vescovo cattolico italiano († 1825)
- 27 novembre - Gregorio Ceruelo la Fuente, vescovo cattolico spagnolo († 1836)
- 30 novembre - Vasilij Nikolaevič Zinov'ev, scrittore e nobile russo († 1827)

## Dicembre(17)
- 2 dicembre - Eusebio Valli, medico e scienziato italiano († 1816)
- 3 dicembre - Gilbert Stuart, pittore statunitense († 1828)
- 4 dicembre - Francesco Caucig, pittore e disegnatore sloveno († 1828)
- 4 dicembre - Francesco Guidobono Cavalchini, cardinale italiano († 1828)
- 10 dicembre - Joseph Aude, drammaturgo e poeta francese († 1841)
- 19 dicembre - Richard Arkwright Junior, imprenditore britannico († 1843)
- 20 dicembre - Georg Zoëga, archeologo e numismatico danese († 1809)
- 22 dicembre - Georges Couthon, avvocato, politico e rivoluzionario francese († 1794)
- 23 dicembre - Louis-Nicolas Lemercier, politico e magistrato francese († 1849)
- 24 dicembre - Delfino Muletti, storico e scrittore italiano († 1808)
- 24 dicembre - Claude-Emmanuel de Pastoret, politico e scrittore francese († 1840)
- 26 dicembre - Francesco Guadagnino, pittore italiano († 1829)
- 26 dicembre - Balthasar Ommeganck, pittore fiammingo († 1826)
- 27 dicembre - Antonio Aldini, politico e avvocato italiano († 1826)
- 27 dicembre - Antonio di Sassonia, sovrano († 1836)
- 31 dicembre - Thomas Grenville, militare britannico († 1846)
- 31 dicembre - Antonio Pasquale di Borbone-Spagna, nobile spagnolo († 1817)

## Senza giorno specificato(34)
- Abol Fath Khan, sovrano persiano († 1779)
- Francesco Apostoli, avventuriero italiano († 1816)
- María Bermejo, attrice teatrale spagnola († 1799)
- Aloys Blumauer, scrittore austriaco († 1798)
- Pierre Chaux, politico francese († 1817)
- Francesco Clerico, coreografo italiano († 1838)
- Antonio D'Este, scultore italiano († 1837)
- Philibert-Louis Debucourt, pittore e incisore francese († 1832)
- Vincenzo Maria D'Addiego, filosofo e matematico italiano († 1830)
- Giuseppe Ferlendis, musicista e compositore italiano († 1810)
- Thomas Hardwicke, zoologo britannico († 1835)
- Robert Kerr, saggista e traduttore scozzese († 1813)
- Christoph Heinrich Kniep, disegnatore e pittore tedesco († 1825)
- Carlo Lodi di Capriglio, militare e politico italiano († 1827)
- Giovanni Battista Lusieri, pittore italiano († 1821)
- Girolamo Maffione, teologo e religioso italiano († 1828)
- Étienne Marchand, mercante e esploratore francese († 1793)
- Giovanni Battista Marconi, architetto italiano († 1825)
- John Christopher Moller, compositore, organista e clavicembalista statunitense († 1803)
- Vincent Ogé, mercante e attivista francese († 1791)
- Gaetano Palombi, abate e poeta italiano († 1826)
- Filippo Pennino, scultore italiano († 1801)
- Laura Piranesi, incisore italiana († 1785)
- Joseph de Puisaye, generale francese († 1827)
- Carlo Randoni, architetto italiano († 1831)
- Giacomo Sannazzari della Ripa, mercante e collezionista d'arte italiano († 1804)
- Johann Friedrich Schink, scrittore tedesco († 1835)
- Jean-Pierre Solié, compositore e baritono francese († 1812)
- Sultan bin Ahmad, sovrano omanita († 1804)
- Luigi Umoglio della Vernea, militare italiano († 1836)
- Josef Philipp Vukassovich, generale croato († 1809)
- Franz von Weyrother, generale austriaco († 1806)
- Turki bin Abd Allah bin Muhammad Al Sa'ud, sovrano saudita († 1834)
- Philippe Le Clerc, pittore tedesco († 1826)